# Arcos Dorados Holdings
Arcos Dorados Holdings Inc. es una empresa propietaria de la franquicia principal de la cadena de restaurantes de comida rápida McDonald's en 20 países de América Latina y el Caribe. Al 31 de diciembre de 2010, representaba el 6,7% de los restaurantes franquiciados de McDonald's a nivel mundial. A 2021, tuvo más de 81.250 empleados. Es la cadena de restaurantes de servicio rápido más grande de América Latina y el Caribe y atiende a más de 4,3 millones de clientes diariamente.
La compañía opera los restaurantes de la marca McDonald's como restaurantes operados por la compañía y restaurantes franquiciados. Los ingresos de la empresa dependen de las ventas realizadas por los restaurantes operados por la empresa y de los ingresos por alquiler de los restaurantes franquiciados. Los ingresos por alquiler dependen de cuál es mayor, una tarifa fija o un porcentaje de las ventas.

## Áreas de negocio
El territorio de Arcos Dorados incluye Argentina, Aruba, Brasil, Chile, Colombia, Costa Rica, Curazao, Ecuador, Guayana Francesa, Guadalupe, Martinica, México, Panamá, Perú, Puerto Rico, Santa Cruz, Santo Tomás, Trinidad y Tobago, Uruguay y Venezuela. La empresa se dedicó como organizadora de la Copa Mundial de la FIFA 2014 a brindar capacitación en servicio al cliente a más de 15 000 voluntarios de la Copa Mundial.

## Historia
El primer restaurante McDonald's en esta región estuvo en Puerto Rico en 1967. Desde entonces, McDonald's amplió su presencia en toda la región, abriendo sus primeras tiendas en Costa Rica en 1970, en Brasil en 1979, en México y Venezuela en 1985, y en Argentina en 1986.
Arcos Dorados se formó el 3 de agosto de 2007, como resultado de la adquisición del negocio latinoamericano de McDonald's Corporation por parte de los gerentes de operaciones de la región. Antes de la adquisición, Woods Staton, presidente, director ejecutivo y accionista mayoritario de Arcos Dorados, fue socio de la empresa conjunta de McDonald's en Argentina durante más de 20 años y también se desempeñó como presidente de la división de McDonald's Sur de América Latina desde 2004 hasta la adquisición. Arcos Dorados anunció su oferta pública inicial y se convirtió en una empresa que cotiza en bolsa el 14 de abril de 2011, luego de cotizar sus acciones en la Bolsa de Valores de Nueva York (NYSE).

## Operaciones
Con casi US$3.8 mil millones en ventas en 2012, Arcos Dorados representa el 5,6% de las ventas globales de McDonald's. En América Latina y el Caribe, es la cadena de comida rápida más grande y tiene más de tres veces el tamaño de su competidor más cercano. En comparación con Estados Unidos, América Latina tiene menos McDonald's por persona. Hay un McDonald's por cada 22 200 ciudadanos en Estados Unidos. En México, Costa Rica y Panamá hay un restaurante por cada 254 000 ciudadanos; en Brasil, uno por cada 310 700 ciudadanos; y en el resto de Sudamérica hay uno por cada 317 400 ciudadanos.

### Restaurantes operados por la empresa y franquiciados
Arcos Dorados opera sus restaurantes de la marca McDonald's bajo dos estructuras: restaurantes operados por la empresa y restaurantes franquiciados. Arcos Dorados posee, administra y opera aproximadamente el 75 por ciento de sus restaurantes.
Los restaurantes operados y administrados por franquiciados representan aproximadamente el 25% restante de las ubicaciones afiliadas. Reciben apoyo técnico y operativo de Arcos Dorados, incluyendo programas de capacitación, manuales de operaciones, acceso a su red de suministro y distribución y asistencia en marketing.

### Ubicaciones de McCafé
Lanzado en 1999, el concepto McCafé tiene como objetivo atraer nuevos clientes, particularmente durante el desayuno y después del almuerzo, en áreas separadas dentro de los restaurantes donde los clientes pueden comprar café con leche, capuchinos, mocas, cafés premium calientes y helados y chocolate caliente. En 2021, había 298 ubicaciones de McCafé en América Latina.
Los "Centros de postres" operan por separado de los restaurantes existentes. Ofrecen postres tradicionales de McDonald's como McFlurry y helado soft. Al 2021, existían 3.265 Centros de Postres en América Latina. El primer Centro de Postres abrió en Costa Rica en 1986.

### Renovación
Arcos Dorados ha estado renovando sus restaurantes McDonald's en toda la región. Entre 2010 y 2012, más de 260 restaurantes fueron completamente renovados con áreas de reunión más grandes, colores más cálidos, muebles contemporáneos, obras de arte, grandes ventanales y, a menudo, tienen espacio al aire libre con mesas y sombrillas para cenar al aire libre.

## Menú
Los menús de Arcos Dorados incluyen los mismos elementos básicos que los de McDonald's en todo el mundo, incluidas hamburguesas, papas fritas, ensaladas y sándwiches de pollo, pero también incluyen alimentos exclusivos de la región. Algunos ejemplos incluyen un postre tipo flan en Perú, postres de dulce de leche en Argentina y Uruguay, y los McMolletes (muffin inglés con frijoles refritos, queso y salsa) en México.
Un menú típico incluye tres niveles de opciones: opciones asequibles de nivel básico, como las ofertas Grandes placeres, Pequeños precios o "Combo del Día" ("Comida diaria de valor extra"); opciones de menú principales, como Big Mac, Happy Meal y Quarter Pounder; y opciones premium, como hamburguesas y sándwiches de pollo premium Big Tasty o Angus.

### Nutrición y bienestar
En 2011, Arcos Dorados lanzó un nuevo Happy Meal, con totales reducidos de sodio, calorías y grasas. Todas las combinaciones de Happy Meal en América Latina contienen menos de 600 calorías, menos de un tercio de la ingesta calórica diaria recomendada para niños por la Organización Mundial de la Salud. También en 2011, el sodio en bollos, McNuggets, queso y ketchup se redujo en un promedio del 10%.
Arcos Dorados fue la primera cadena de restaurantes de América Latina en publicar todo su contenido calórico en sus tableros de restaurantes en 2013. En las tiendas, los locales de Arcos Dorados anuncian su información nutricional en todos los restaurantes en carteles cerca del mostrador y en tapetes de papel que recubren las bandejas de comida. La información nutricional completa de cada alimento está disponible en su sitio web.

## Publicidad y promoción
A través de McDonald's, Arcos Dorados patrocina varios eventos deportivos globales como los Juegos Olímpicos y la Copa Mundial de la FIFA 2014 en Brasil. La compañía utiliza publicidad y campañas en las tiendas similares a las de McDonald's en los Estados Unidos, como la campaña McDonald's Monopoly en muchos países de América Latina, incluidos Chile, Argentina y Brasil.
McDonald's ha sido criticado por grupos de defensa por poner fin a la publicidad y el marketing dirigido a los niños. En 2008, Arcos Dorados implementó las Pautas globales de marketing infantil de McDonald's que estipulan que la empresa comunique opciones de alimentos balanceados que se ajusten a las necesidades nutricionales del niño; utilizar sus caracteres y propiedades autorizados para fomentar la actividad física y promover opciones de alimentos equilibrados para los niños; inculcar mensajes positivos sobre el bienestar, el cuerpo, la mente y el espíritu; proporcionar información nacional para ayudar a los padres y las familias a tomar decisiones informadas e involucrar a terceros para ayudar a guiar sus esfuerzos.

## Empleados
Arcos Dorados es uno de los empleadores más grandes de América Latina con 81.250 empleados a 2022.
Arcos Dorados cuenta con un programa de capacitación estructurado que ayuda al desarrollo personal y profesional. McDonald's University capacita a gerentes, mandos intermedios y propietarios/operadores de restaurantes sobre las mejores prácticas en gestión de personal y restaurantes, ventas, marketing y contabilidad. Hay planes de estudios de capacitación en gestión adicionales disponibles para los empleados que desean avanzar dentro de la empresa. Más de 52.000 personas de toda América Latina han participado en los cursos y actividades educativas de McDonald's University.
En abril de 2012, Arcos Dorados se convirtió en una de las primeras empresas en sumarse al Programa Nuevas Oportunidades de Empleo (NEO). Desarrollado por el Banco Interamericano de Desarrollo y la Fundación Internacional de la Juventud, el programa ayuda a aumentar la empleabilidad de los jóvenes de la región. Su objetivo es aumentar la inserción laboral entre los jóvenes pobres y de bajos ingresos. La participación corporativa en el programa implica una inversión inicial de los patrocinadores de 37 millones de dólares en efectivo y recursos en especie.

## Caridad
Una de las principales causas benéficas de Arcos Dorados es Ronald McDonald House Charities (RMHC).  A 2021, había 67 programas de Ronald McDonald House Charities en 13 países de América Latina y el Caribe. Esto incluye 30 Casas Ronald McDonald; 35 habitaciones familiares Ronald McDonald y 2 Ronald McDonald Care Mobile, que se construyeron para brindar servicios de atención pediátrica en ubicaciones remotas.
McHappy Day, la recaudación de fondos global de McDonald's para RMHC, recauda dinero para varias causas infantiles, incluida la Ronald McDonald House Charities Foundation, a través de las ganancias de las ventas de Big Macs. En 2021, McHappy Day en América Latina recaudó casi $6 millones para RMHC.

## Responsabilidad ambiental y social
A nivel mundial, McDonald's ha trabajado con el experto en bienestar animal, el Dr. Temple Grandin, desde mediados de la década de 1990 para ayudar a garantizar que los animales en la cadena de suministro reciban el cuidado adecuado. McDonald's está actualmente en conversaciones con sus proveedores de carne de cerdo para explorar formas de eliminar gradualmente los puestos de gestación para cerdos y está trabajando con productores y proveedores para desarrollar sistemas de trazabilidad para demostrar que la carne que compra no proviene de granjas que utilizan puestos de gestación.
McDonald's se convirtió en miembro de la Mesa Redonda Mundial para la Carne de Vacuno Sostenible (GRSB) en 2012. El grupo está trabajando para avanzar en la producción sostenible de carne vacuna a través del compromiso de las partes interesadas en la cadena de valor de la carne vacuna.

### Cadena de suministro
Todos los proveedores de alimentos y papel de Arcos Dorado cumplen con la política de Responsabilidad en el Lugar de Trabajo de Proveedores de McDonald's, que estipula que los trabajadores sean compensados y tratados de manera justa, trabajen en condiciones seguras y produzcan alimentos y envases de alta calidad.
Arcos Dorados también encuesta y audita a sus proveedores en América Latina y el Caribe para garantizar que sus operaciones cumplan con los estándares de calidad, salud y seguridad de McDonald's. basado en estándares industriales establecidos y reconocidos a nivel mundial, incluida la Organización Internacional de Normalización (ISO), el Consorcio Minorista Británico (BRC) y el Plan de Control Crítico de Análisis de Peligros (HACCP).

### Reducción del consumo
Los restaurantes McDonald's utilizan una cantidad significativa de energía, específicamente en el almacenamiento en frío para proteger la seguridad de los alimentos. Durante los últimos años, Arcos Dorados implementó una estrategia de mantenimiento de restaurantes para reducir el consumo de agua, la utilización de energía cuando sea posible y la reducción de desechos en sus restaurantes.
Como ejemplo, la empresa desarrolló un sistema de recolección y almacenamiento del agua generada por la condensación de los equipos de aire acondicionado. Utilizaron el agua recolectada para limpiar áreas externas y regar plantas, reduciendo el consumo diario de agua en un restaurante en Brasil de 8.000 litros a 6.800 litros.